# Harman River (Wilson River)
Der Harman River ist ein Fluss im Nordwesten des australischen Bundesstaates Tasmanien.

## Geografie
Der fast zwölf Kilometer lange Harman River entspringt in der Meredith Range und fließt nach Süd-Südosten. Bei der Limestone Creek Mineralized Area mündet er in den Wilson River.